# Heringsdorf

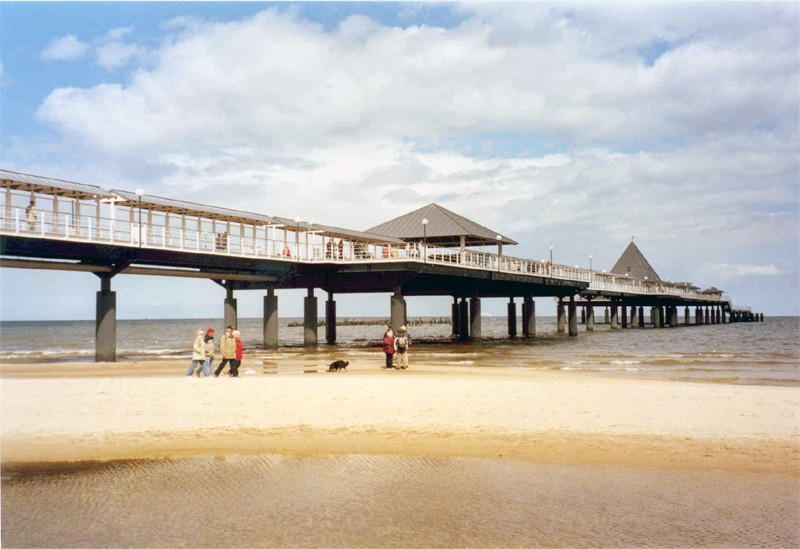
Heringsdorf

Heringsdorf är en kommun och semesterort på ön Usedom i Tyskland, nära gränsen till Polen.

## Galleri

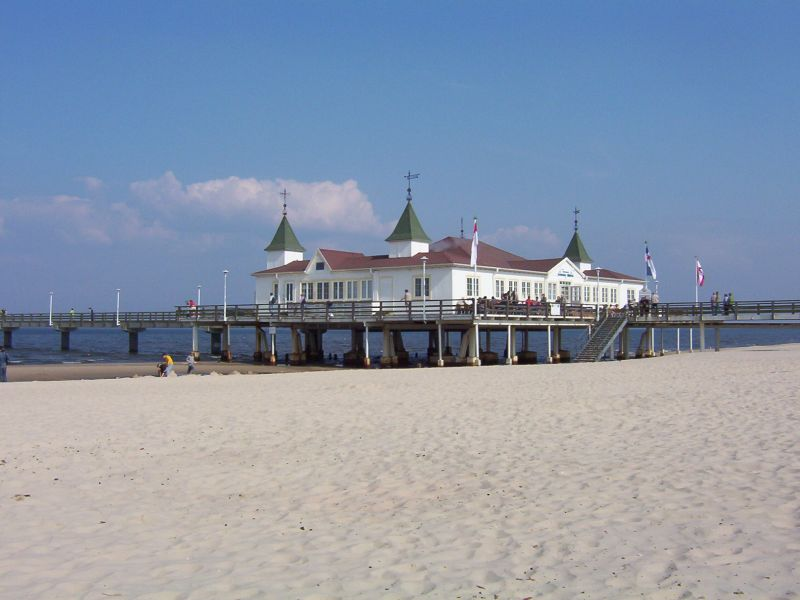
Bryggan i Ahlbeck
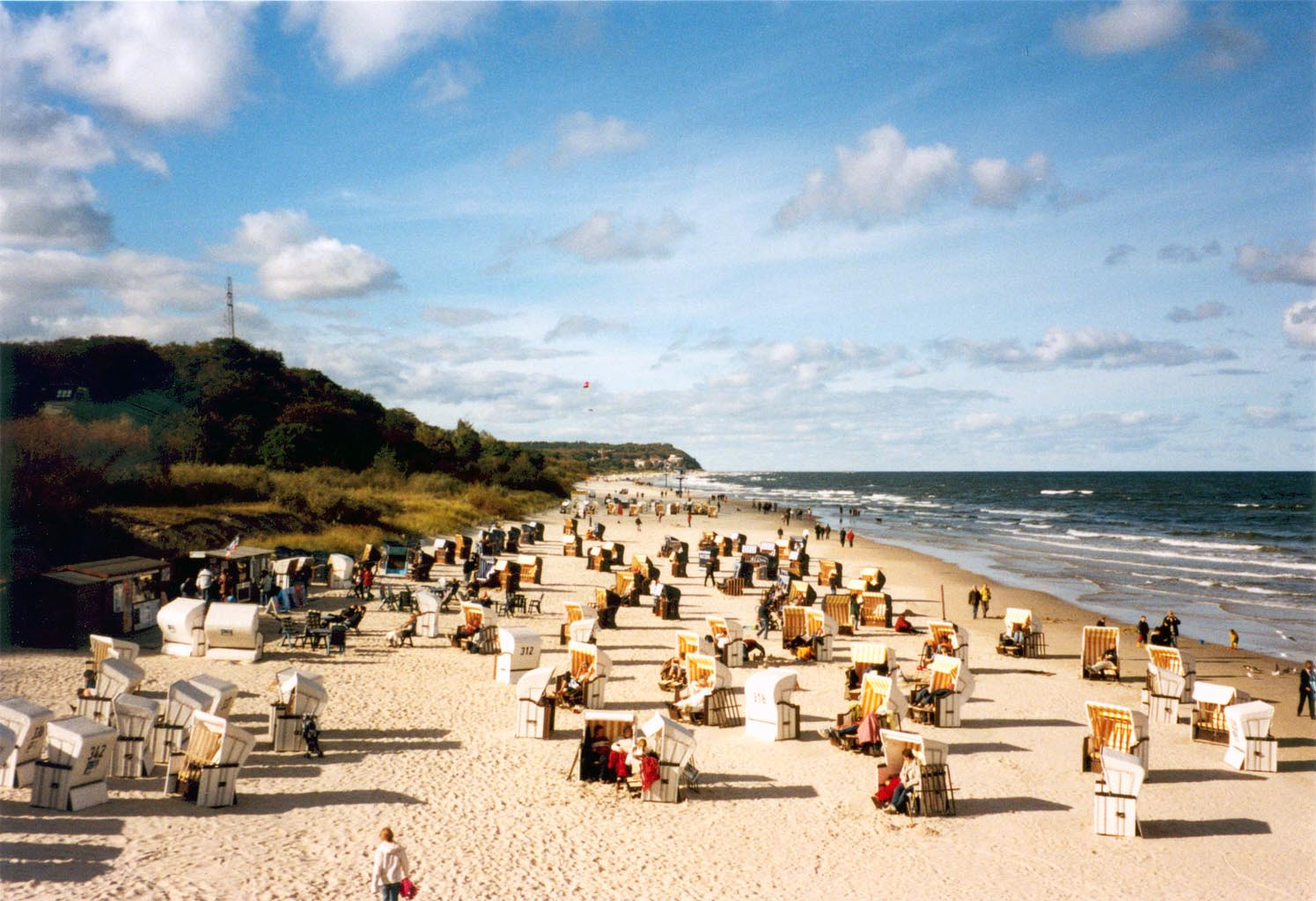
Stranden i Heringsdorf
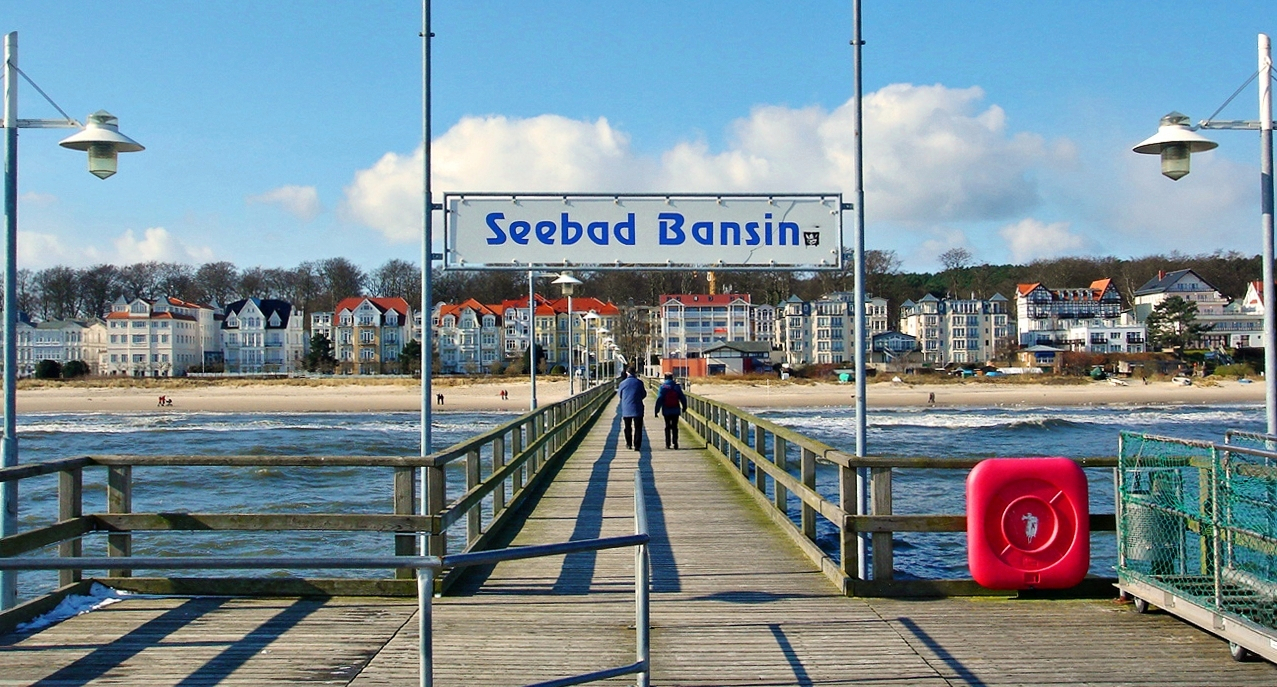
Promenaden i Bansin, sedd från bryggan (Bäderarchitektur)
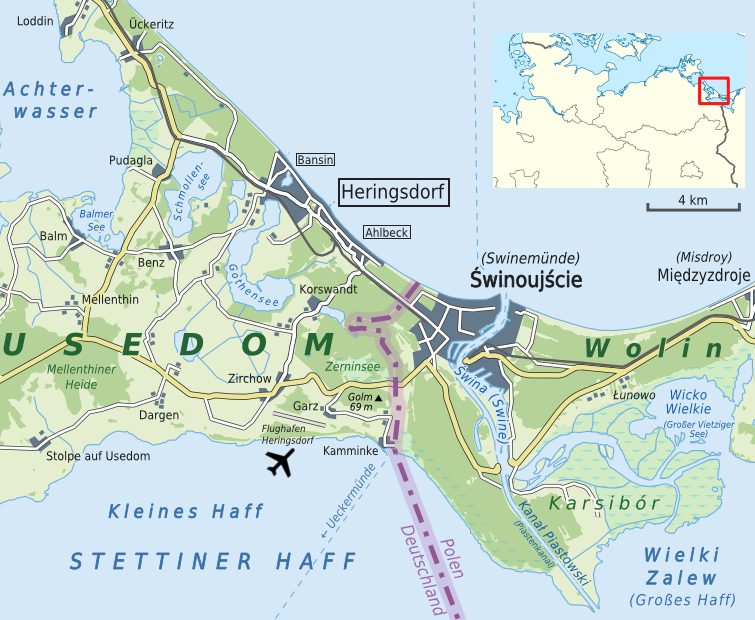
Karta över Heringsdorf med havet, distrikten Ahlbeck och Bansin och grannstaden Swinemünde / Świnoujście i Polen